# Ачилаяха
Ачилаяха (устар. Ачила-Яха) — река в России, протекает по Пуровскому району Ямало-Ненецкого АО. Устье реки находится в 39 км по правому берегу реки Якунемеяха. Длина реки составляет 16 км.

## Данные водного реестра
По данным государственного водного реестра России относится к Нижнеобскому бассейновому округу, водохозяйственный участок реки — Пур. Речной бассейн реки — Пур.
Код объекта в государственном водном реестре — 15040000112115300058784.